# Alizia
Alizia es un bot conversacional femenino hecho en javascript diseñado por DeixiLabs en 2014. Alizia está basado en ELIZA, un bot creado por Joseph Weizenbaum, siendo una parodia a Carl Rogers, un psicólogo estadounidense, aunque se recomienda no recurrir a bots si uno tiene problemas psicológicos. Alizia fue creado para entender y responder en idioma español.

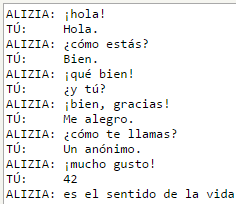
Charla con el bot Alizia

## Funcionamiento
Alizia funciona con los mismos principios que Eliza, solo que está un poco más evolucionado. Para su implementación, usa la biblioteca ElizaBot. El programa de Alizia tiene su código fuente como propietario, su Copyright no permite su distribución. Por el momento no hay enlace de descarga.
Entre sus características están:
- Base de datos JSON pequeña, no tan amplia como otros, como la del Dr. Abuse.
- Si se guarda la página con el navegador, funciona sin conexión a internet.
- No tiene capacidad de aprender, a diferencia de Momo.
- Usa expresiones regulares.
- Está en español.